# Лопес, Пабло
Па́бло Хосе́ Ло́пес Се́рра (исп. Pablo José López Serra; род. 7 марта 1996, Кабимас) — венесуэльский бейсболист, питчер клуба Главной лиги бейсбола «Майами Марлинс».

## Карьера
Пабло родился 7 марта 1996 года в Кабимасе в семье врачей. В начальную школу он пошёл в возрасте пяти лет. Разговаривает на английском, испанском, итальянском и португальском языках. После окончания школы в 2012 году Лопес подписал контракт с клубом «Сиэтл Маринерс», предпочтя бейсбол получению медицинского образования.
В 2017 году «Сиэтл» обменял Лопеса в «Майами Марлинс» на питчера Дэвида Фелпса.
Начало сезона 2018 года он провёл в AA-лиге в составе «Джэксонвилл Джамбо Шримп», в играх за который его пропускаемость составила всего 0,62. После этого руководство клуба перевело Лопеса в «Нью-Орлеан Зефирс», фарм-клуб уровнем выше. В июне Пабло был переведён в основной состав «Марлинс» и дебютировал в Главной лиге бейсбола. В регулярном чемпионате он сыграл в десяти матчах в качестве стартового питчера, одержав две победы при четырёх поражениях. В сентябре Лопес был внесён в список травмированных из-за болей в правом плече.